# 路易-艾蒂安·图弗南
路易-艾蒂安·图弗南（法語：Louis-Étienne Thouvenin，1791年11月12日—1882年4月19日）是一名法国陆军将领。

## 生平
他于1810年进入圣西尔军校。
1840年发明了内杆步枪 。